# Samir Djilani
Samir Djilani, né le 15 mai 1971 à Aïn Oulmene, dans la wilaya de Sétif, est un ancien footballeur algérien évoluant au poste d'arrière gauche.

## Biographie
Il joue en première division algérienne avec les clubs de la JSM Béjaïa et du MSP Batna.

## Carrière
- 1999-2003 :  JSM Béjaïa
- 2003-2004 :  US Biskra
- 2004-2007 :  JSM Béjaïa
- 2007-2008 :  MSP Batna
- 2008-2009 :  CA Batna
- 2009-2010 :  MSP Batna

## Palmarès
- Champion d'Algérie de Division 2 en 2005-06 avec la JSM Béjaïa.
- Vice-champion d'Algérie de Division 2 en 2007-08 avec le MSP Batna.